# Cannobino

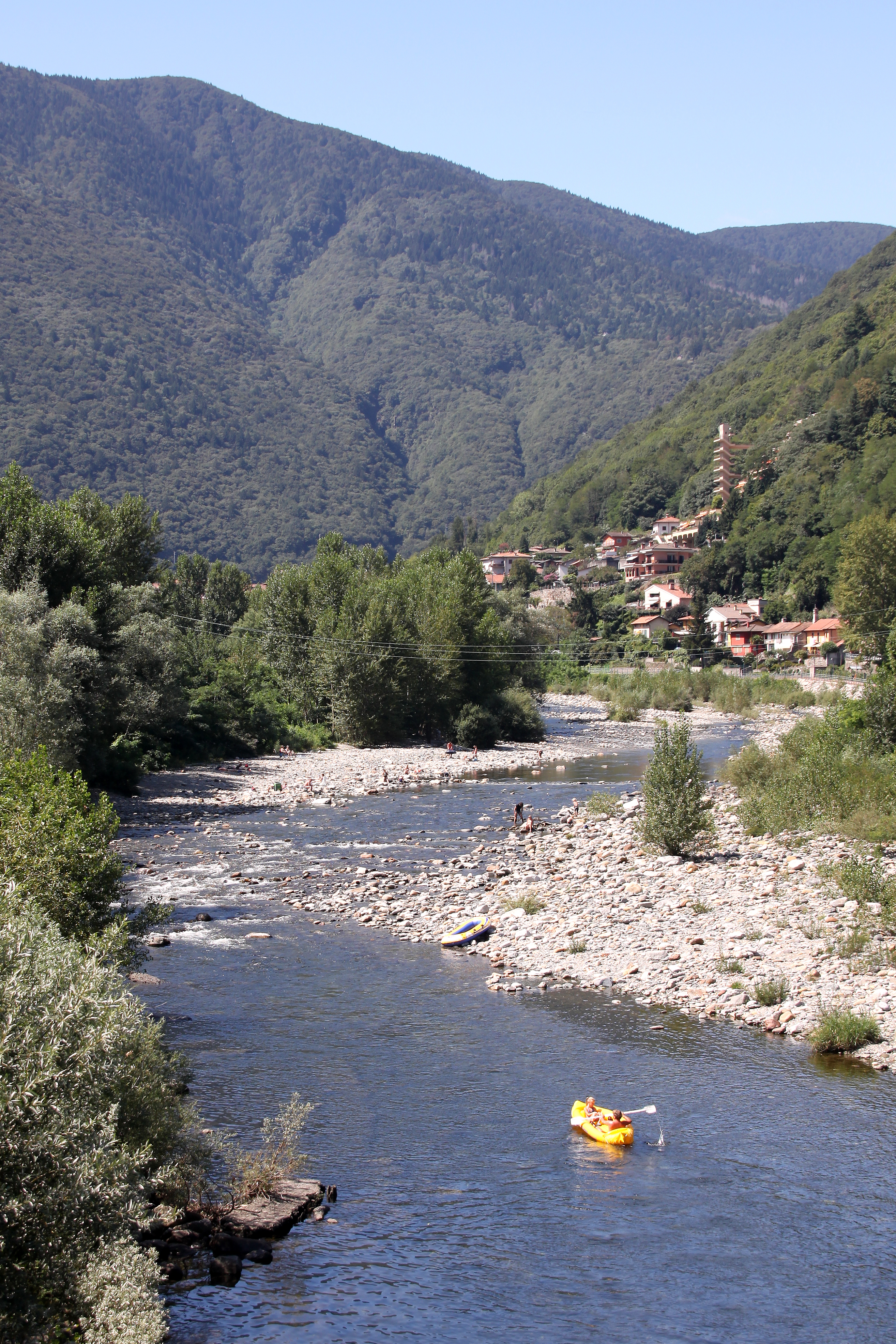
Il Cannobino

Il Cannobino è un torrente situato in provincia del Verbano-Cusio-Ossola e che percorre l'omonima valle.

## Percorso
Il torrente nasce ai piedi del Cimone di Cortechiuso (2 183 m s.l.m.) sul limitare del territorio del Parco nazionale della Val Grande, scorre nella valle di Finero dove assume il nome "Il Fiume" e che percorre per circa 8 km fino ad addentrarsi, appena oltrepassato l'abitato di Finero, nella cosiddetta "Val Tupa", valle oscura, come è nota localmente la Valle Cannobina. 
Nel suo tortuoso percorso forma delle conche e dei precipizi molto pericolosi, attraversati da diversi ponti, alcuni dei quali in pietra ad arco oppure in metallo più moderni, come il ponte pedonale che collega la frazione di Crealla.
Nei 17 chilometri che percorre nella valle raccoglie le acque di sette affluenti principali che drenano alcune valli laterali, da settentrione il Rio di Creves, il Rio di Orasso e il rio di Cavaglio e da meridione il Rio di Calagno, Rio di Falmenta, il rio di Crealla e il rio di Socraggio. 
Dopo un percorso di circa 25 km, entra nella conca di Cannobio, dove forma il caratteristico orrido di Sant'Anna presso l'omonima località. Attraversando infine tutto il territorio del comune (il torrente divide Cannobio dalla sua frazione Traffiume), sfocia nel Lago Maggiore.